# Воля-Печиська
Воля-Печиська (пол. Wola Pieczyska) — село в Польщі, у гміні Хинув Груєцького повіту Мазовецького воєводства.
Населення — 149 осіб (2011).
У 1975-1998 роках село належало до Радомського воєводства.

## Демографія
Демографічна структура станом на 31 березня 2011 року:
|          | Загалом | Допрацездатний вік | Працездатний вік | Постпрацездатний вік |
| -------- | ------- | ------------------ | ---------------- | -------------------- |
| Чоловіки | 72      | 11                 | 50               | 11                   |
| Жінки    | 77      | 13                 | 42               | 22                   |
| Разом    | 149     | 24                 | 92               | 33                   |